# 반암항
반암항은 강원특별자치도 고성군 거진읍 반암리에 위치한 어항이다. 어촌정주어항으로 지정하여 관리하고 있다. 시설관리자는 고성군수이다.

## 연혁
- 반암은 과거 '밤바우로 불리던 마을로 거진읍에 속해 있다. 거진으로 가는 국도에서 우측에 위치하며 마을 구성은 차가 지나다닐 정도의 길을 중심으로 두 겹씩 가옥이 밀집된 형태로 깨끗하고 아담한 인상을 준다. '밤바우' 로 불리게 된 연유는 현재 반암에서 북쪽으로 4Km 떨어진 곳, 솔 숲 모래밭 사이에 百人이 앉을 쉬 있는 큰 바위가 있다는 설에 근거를 둔다. 반암은 바위가 많은 데 지명이 유래하는 바위는 현재까지 찾지 못했으나 마을 사람들은 지형이 많이 변한 탓이라 여기고 있다.
- 마을에는 반암 해수욕장이 있어 7월 10일 경부터 8월 20일까지 관리하고 이 때 마을 주민들이 민박을 시작해 소득을 올리고 있다.
- 과거 멸치를 많이 잡을 때는 '망쟁이(망주)'가 기를 가지고 해변가에 나무로 단을 쌓아 설치한 대 위에 올라 5척 구간마다 정해진 지점에서 신호를 기다리는 자신의 해당 배를 향해 지시를 했다. 이웃 마을의 경계까지 뻗어 있는 멸치 잡이 배는 5명의 선원이 타고 5명은 육지에서 그물을 당겨 올리는 역할을 한다 이때 '멸치후리질 소리'를 하며 서로 협동을 통해 일을 수월하게 마칠 수 있었다 한다. 해변에서는 후린 막을 쳐놓고 여자들은 음식을 해 날랐다.

## 주변 환경
- 반암항이 위치한 반암리는 간성읍과 거진읍의 중간지점에 위치한 지역으로 국도변에 접하여서 이곳을 찾기는 쉬운 편이고 숙박시설은 마을 주민들이 운영하는 민박을 이용할 수 있다. 또한, 故김득구 프로 권투선수의 고향이다.